# Kunsthalle Göppingen
Die Kunsthalle Göppingen ist eine städtische Galerie, die in wechselnden Ausstellungen internationale moderne und zeitgenössische Kunst in der Hohenstaufenstadt Göppingen ausstellt. Auf insgesamt 883 m² Ausstellungsfläche finden in drei Räumen pro Jahr bis zu 15 Ausstellungen statt. Von 2003 bis 2005 präsentierte die Kunsthalle Göppingen Werke der Kunststiftung Bönsch auf Schloss Filseck bei Uhingen. Seit 2007 nutzt die Kunsthalle Göppingen in Kooperation mit der Schloss-Filseck-Stiftung der Kreissparkasse Göppingen das Schloss Filseck für wechselnde Ausstellungen, seit 2017 finden diese in der neu ausgebauten Galerie im Ostflügel statt.

## Geschichte
Das Gebäude entstand 1965 als Werkstattgebäude der Gewerbeschule. Architektonische Besonderheit des ehemaligen Industriegebäudes ist das Sheddach. Die Sheds geben dem Raum ideales Nordlicht und verleihen der Ausstellungshalle Ateliercharakter. Auf Initiative des Verein zur Förderung einer Städtischen Galerie e. V. (später Kunstverein Göppingen e. V.) gründete die Stadt Göppingen 1989 die Städtische Galerie Göppingen, seit 2000 Kunsthalle Göppingen. Direktor war von 1989 bis 2019 der Pädagoge und Kunsthistoriker Werner Meyer, dessen Arbeit und Aufbau einer Sammlung 2019 in einer Ausstellung gewürdigt wurde. Seit dem 1. Mai 2019 ist die Kunsthistorikerin Melanie Ardjah Leiterin der Kunsthalle Göppingen.
Im Laufe der Zeit kam es immer wieder zu räumlichen Erweiterungen innerhalb des ehemaligen Schulgebäudes. Seit 1998 existiert der Ausstellungsraum „C1“ (englisch ausgesprochen „see one“), in dem je ein Kunstwerk ausgestellt wird. In einer neu hinzugewonnenen und umgebauten Halle im Untergeschoss („Halle unten“, ca. 350 m²) wurde 2002 eine zusätzliche Ausstellungsmöglichkeit für besondere Projekte und die Sammlung der Kunsthalle Göppingen geschaffen. Im Jahr 2011 vermachte der Künstler Klaus Heider der Kunsthalle Göppingen sein Werk. Im Untergeschoss entstand für diese Schenkung der „Salone“, ein Raum für Begegnung und Forschung mit Kunst.

## Sammlung
Seit den 1950er Jahren sammelte die Stadt Göppingen Kunstwerke. Die Kunsthalle Göppingen übernahm mit ihrer Entstehung diese Sammlung von ca. 700 Kunstwerken. Seitdem hat sich die Zahl der Kunstwerke durch Ankäufe, Schenkungen und Dauerleihgaben mehr als verdoppelt. Die Kunsthalle Göppingen verwaltet darüber hinaus zur Hälfte die Bilder der Helmut Baumann Stiftung. Mit den Bildern dieser Stiftung und dem Bestand der Schenkung Klaus Heider umfasst die Sammlung der Kunsthalle Göppingen 2012 über 3500 Kunstwerke. Zu dieser Sammlung gehört ab 2012 eine Artothek.

## Ausstellungsprogramm
Das Programm ist auf internationale zeitgenössische Kunst ausgerichtet. 1989 machten die Ausstellungen Günther Uecker, Die 1980er Jahre und New York Graffiti den Anfang. Neben Einzelausstellungen wichtiger Künstler gab es Themenausstellungen wie ZÜGE ZÜGE, Eisenbahn in der zeitgenössischen Kunst (1994), Pictures of the Real World in Real Time, On Kawara 1966-1994, Amerikanische Fotografie 1966-1996 (1995), Video - ergo sum (2000), Im Bild (2004), Im Wort (2007) oder Happy End (2010). Die Kunsthalle Göppingen zeigte neben der zeitgenössischen Kunst auch Ausstellungen wie Max Ernst und die Literatur oder Francisco de Goya, Das gesamte graphische Werk. Anlässlich der Biennale Venedig 2011 realisierte die Kunsthalle Göppingen ein eigenes Projekt (Giovanni Rizzoli, Naughty Girl).

## Museumspädagogik
Die Kunstvermittlung bzw. Museumspädagogik hat in der Arbeit der Kunsthalle Göppingen einen hohen Stellenwert. Im Zentrum stehen die Originale und eine personale Vermittlung. Angeboten werden Führungen, Künstlergespräche, Vorträge mit oder ohne selbstständige, kreative Umsetzung des Vermittelten. Mit bis zu 350 Veranstaltungen pro Jahr ist die Kunsthalle Göppingen eine wichtige Bildungseinrichtung der Stadt und der Region. Darüber hinaus werden innovative Projekte entwickelt. Während des Projekts Schule macht Museum - Museum macht Schule erforscht eine ganze Schule die Kunsthalle und wird dabei zum Teil der Ausstellung. Für dieses Projekt gewann die Kunsthalle Göppingen 2011 den Preis des MIXED UP - Wettbewerbs für Kooperationen zwischen Kultur und Schule, ausgerichtet von der Bundesvereinigung Kulturelle Kinder- und Jugendbildung e. V.

## Kunst im öffentlichen Raum
Die Kunsthalle Göppingen hat seit den 1990er Jahren mehrere Kunstwerke im öffentlichen Raum initiiert, unter anderem die Backsteinskulptur (1992) von Per Kirkeby, 42 Göppinger Räte (2001) und Rotes Fräulein (2004) von Fritz Schwegler sowie Kunst (2010) von Klaus Heider. Außerdem realisierte der Kunstverein Göppingen in Zusammenarbeit mit der Kunsthalle Göppingen von 1991 bis 2009 pro Jahr ein Skulpturenprojekt auf dem Spitalplatz in der Göppinger Innenstadt.

## Ausstellungen (Auswahl)
1989
- Günther Uecker. Die 80er Jahre
- HAP Grieshaber. Zum 80. Geburtstag

1990
- Marie Jo Lafontaine, Video-Installation
- Magdalena Jetelová, Skulpturen

1992
- Per Kirkeby
- Fritz Schwegler

1993
- Roman Opalka

1995
- James Turrell
- Jaume Plensa

1996
- Marcel Broodthaers

1997
- Giulio Paolini

1998
- Joan Brossa

1999
- Karin Sander
- Ayse Erkmen

2000
- Lois Renner

2001
- Bjørn Melhus. You are not alone

2002
- Ilya Kabakov, Universalsystem zur Darstellung von allem
- Micha Ullman: Der Vortrag

2003
- Anna und Bernhard Blume. Das Glück ist ohne Pardon
- Dan Perjovschi, Lia Perjovschi. Endless Collection
- Anton Corbijn. Everybody hurts

2004
- Nan Goldin. All by myself

2005
- Peter Dittmar. Die Amme_5
- Marco Gastini. Echo

2006
- Via Lewandowsky. Paeninsula
- Ann Mandelbaum. Thin skin

2008
- Ugo Dossi. Spiel über der Tiefe
- Les Levine. Truth = Beauty

2009
- Joep van Lieshout. Schöne Aussichten
- Henk Visch. Anna lacht nicht

2010
- Pietro Sanguineti. THE CENTER

2011
- Thomas Kapielski. Sezessionistische Heizkörperverkleidungen
- Thomas Huber. Das Bild als Bühne

2012
- Kyungwoo Chun. Response
- Tom Früchtl. Not unreal

2014
- Alexandra Ranner – Hyperventilirium
- Albert Coers. 669 (aus meines Herzens Grunde)
- Tamara Grcic. Augenblick

2015
- Urs Lüthi. Jedermann

2016
- Georg Winter. Hands on – UKIYO CAMERA SYSTEMS
- DER DUCHAMPEFFEKT. READYMADE. Werke aus der Daimler Art Collection

2017
- Pablo Picasso und die Literatur
- Martin Creed. Work No. 88, 1995
- RAM_Ralf Ziervogel

2018
- MIRJAM VÖLKER. HALBDUNKEL
- Parastou Forouhar. Im Zeichen des Ornaments

2019
- Katharina Hinsberg - Ich möchte eine Linie im Raum
- DIE SAMMLUNG – 30 Jahre Werner Meyer

2020
- Stephanie Senge -  Konsumbibliothek
- zeitlos. VOM WESEN DER ZEIT - Jeppe Hein, Alicja Kwade, Gabriela Oberkofler, Nasan Tur und Marijke van Warmerdam